# Habitatge al carrer Santa Reparada, 26
L'Habitatge al carrer Santa Reparada, 26 és una obra de Begur (Baix Empordà) inclosa a l'Inventari del Patrimoni Arquitectònic de Catalunya.

## Descripció
Edifici entre mitgeres, que s'obre a dos nivells de carrer. Presenta una distribució asimètrica de les obertures de la façana principal, que són allindades. És remarcable l'emmarcament d'algunes obertures, amb pedra (dues portes i una finestra). A la banda dreta de la façana hi ha una escala que salva el desnivell entre carrers. La coberta és de teula.

## Història
La casa presenta interès tipològic com a construcció del segle xviii.